# Johan Heinrich Cornelius
Johan Heinrich Cornelius, född cirka 1722, död 26 januari 1798 i Stockholm, var en svensk målare och tapettryckare.
Cornelius var i ungdomen verksam som målargesäll i Tyskland. Omkring 1748 flyttade han till Sverige där han utbildade sig till porträttmålare för Johan Henrik Scheffel. Han sökte dock aldrig inträde i målarämbetet, och 1769 anklagades han av målarämbetet i Stockholm för bönhaseri. Cornelius erhöll 1759 tillstånd för att upprätta en fabrik för tillverkning av vaxduks- och papperstapeter. Från 1778 sökte han dock slutligen inträde i målarämbetet men bad på grund av ålder och försvagad synförmåga att bli befriad från mästarprov och ges möjlighet att uppvisa en tidigare utförd målning. Sedan han 1780 uppvisat sin målning Hero och Leander blev han dock 1780 antagen som mästare. Mycket litet är känt om Cornelius konstnärliga produktion. Ett porträtt av Adolf Fredrik finns i Gripsholmssamlingen.